# New Amsterdam (serial telewizyjny)
Szpital New Amsterdam (ang. New Amsterdam) – amerykański serial telewizyjny (dramat medyczny) wyprodukowany przez  Universal Television, Pico Creek Productions oraz Mount Moriah, będący adaptacją książki „Twelve Patients: Life and Death at Bellevue Hospital” autorstwa Erica Manheimera. Serial jest emitowany od 25 września 2018 przez NBC.
10 października 2018 roku, stacja NBC ogłosiła zamówienie pełnego sezonu.
Fabuła serialu skupia się na dr. Maksie Goodwinie, dyrektorze medycznym, któremu zależy, aby szpitalowi przywrócić dawną świetność.

## Obsada
- Ryan Eggold jako dr Max Goodwin[3]
- Freema Agyeman jako dr Helen Sharpe[4]
- Janet Montgomery jako dr Laura Bloom[5]
- Jocko Sims jako dr Floyd Reynolds[6]
- Anupam Kher jako dr Vijay Kapoor[4]
- Tyler Labine jako dr Iggy Frome[7]
- Sandra Mae Frank jako dr Elizabeth Wilder[8]

### Gościnne występy
- Ron Rifkin jako Dean Fulton[9]
- Lisa O'Hare jako Georgia Goodwin[9]
- Zabryna Guevara jako Dora[9]
- Alejandro Hernandez jako Casey[9]
- Laila Robins jako pani Ryland[9]
- Matthew Maher jako Ray DeMarco[9]
- Raquel Dominguez jako Janelle Mason[9]

## Przegląd sezonów
| Sezon | Sezon | Odcinki | Premierowa emisja (NBC) | Premierowa emisja (NBC) | Dostęp VOD (Netflix Polska) | Premierowa emisja (Fox Polska) | Premierowa emisja (Fox Polska) |
| Sezon | Sezon | Odcinki | Premiera                | Finał                   | Dostęp VOD (Netflix Polska) | Premiera                       | Finał                          |
| ----- | ----- | ------- | ----------------------- | ----------------------- | --------------------------- | ------------------------------ | ------------------------------ |
|       | 1     | 22      | 25 września 2018        | 14 maja 2019            | 15 lutego 2021              | 16 sierpnia 2021               | 13 września 2021               |
|       | 2     | 18      | 24 września 2019        | 14 kwietnia 2020        | 15 lutego 2021              | 14 września 2021               | 7 października 2021            |
|       | 3     | 14      | 2 marca 2021            | 8 czerwca 2021          | 1 czerwca 2023              | 13 października 2021           | 12 stycznia 2022               |
|       | 4     | 22      | 21 września 2021        | 22 maja 2022            | 1 czerwca 2024              | 19 stycznia 2022               | 22 czerwca 2022                |
|       | 5     | 13      | 20 września 2022        | 17 stycznia 2023        | 31 grudnia 2024             | 16 listopada 2022              | 15 lutego 2023                 |

## Lista odcinków

### Sezon 1 (2018-2019)
| №  | #  | Tytuł                | Polski tytuł                                  | Reżyseria         | Scenariusz                          | Data premiery (NBC, Stany Zjednoczone) | Data premiery (Netflix Polska, Polska) |
| -- | -- | -------------------- | --------------------------------------------- | ----------------- | ----------------------------------- | -------------------------------------- | -------------------------------------- |
| 1  | 1  | Pilot                | PilotPoczątek                                 | David Frankel     | Jeff Rake                           | 25 września 2018                       | 15 lutego 2021                         |
| 2  | 2  | Rituals              | Rytuały                                       | Peter Horton      | David Schulner                      | 2 października 2018                    | 15 lutego 2021                         |
| 3  | 3  | Every Last Minute    | W każdej chwili Każda ostatnia minuta         | Jonas Pate        | Shaun Cassidy                       | 9 października 2018                    | 15 lutego 2021                         |
| 4  | 4  | Boundaries           | Granice                                       | Kate Dennis       | David Foster                        | 16 października 2018                   | 15 lutego 2021                         |
| 5  | 5  | Cavitation           | Kawitacja                                     | Darnell Martin    | Erika Green Swafford                | 23 października 2018                   | 15 lutego 2021                         |
| 6  | 6  | Anthropocene         | Antropocen                                    | Michael Slovis    | Aaron Ginsburg                      | 30 października 2018                   | 15 lutego 2021                         |
| 7  | 7  | Domino Effect        | Efekt domina                                  | Laura Belsey      | Y. Shireen Razack                   | 13 listopada 2018                      | 15 lutego 2021                         |
| 8  | 8  | Three Dots           | Trzy kropki                                   | Jamie Payne       | Cami Delavigne                      | 20 listopada 2018                      | 15 lutego 2021                         |
| 9  | 9  | As Long As It Takes  | Jak długo będzie trzeba                       | Andrew McCarthy   | Graham Norris                       | 27 listopada 2018                      | 15 lutego 2021                         |
| 10 | 10 | Six or Seven Minutes | Sześć albo siedem minutSześć lub siedem minut | Stephen Kay       | Laura Valdivia                      | 8 stycznia 2019                        | 15 lutego 2021                         |
| 11 | 11 | A Seat at the Table  | Miejsce przy stole                            | So Yong Kim       | Jidéh Breon Holder                  | 15 stycznia 2019                       | 15 lutego 2021                         |
| 12 | 12 | Anima Sola           | Anima Sola                                    | Michael Slovis    | Aaron Ginsburg                      | 22 stycznia 2019                       | 15 lutego 2021                         |
| 13 | 13 | The Blues            | Gen ucieczkiSmutek                            | Nick Gomez        | David Foster                        | 12 lutego 2019                         | 15 lutego 2021                         |
| 14 | 14 | The Foresaken        | OpuszczonaOpuszczeni                          | Michael Slovis    | Y. Shireen Razack                   | 19 lutego 2019                         | 15 lutego 2021                         |
| 15 | 15 | Croaklahoma          | DruplahomaUmrzeć ze śmiechu                   | Laura Belsey      | Cami Delavigne                      | 5 marca 2019                           | 15 lutego 2021                         |
| 16 | 16 | King of Swords       | Król mieczaKról mieczy                        | Darnell Martin    | Laura Valdivia                      | 12 marca 2019                          | 15 lutego 2021                         |
| 17 | 17 | Sanctuary            | SchronienieAzyl                               | Jamie Payne       | Shaun Cassidy, Erika Green Swafford | 9 kwietnia 2019                        | 15 lutego 2021                         |
| 18 | 18 | Five Miles West      | Osiem kilometrów stądOsiem kilometrów dalej   | Kristi Zea        | Graham Norris                       | 16 kwietnia 2019                       | 15 lutego 2021                         |
| 19 | 19 | Happy Place          | Tam jestem szczęśliwaMoje szczęście           | Ellen S. Pressman | Josh Carlebach, Jiréh Breon Holder  | 23 kwietnia 2019                       | 15 lutego 2021                         |
| 20 | 20 | Preventable          | Czy można było temu zapobiec?Do zapobieżenia  | Thomas Carter     | Aaron Ginsburg                      | 30 kwietnia 2019                       | 15 lutego 2021                         |
| 21 | 21 | This is Not the End  | To jeszcze nie koniecJeszcze nie koniec       | Michael Slovis    | David Foster                        | 7 maja 2019                            | 15 lutego 2021                         |
| 22 | 22 | Luna                 | Luna                                          | David Schulner    | Peter Horton                        | 14 maja 2019                           | 15 lutego 2021                         |

1. 1 2 3 4 5 6 7 8 9 10 11 12  Tytuł opracowany przez Netflix Polska.
2. 1 2 3 4 5 6 7 8 9 10 11 12  Tytuł opracowany przez SkyShowtime Polska.
3. 1 2 3 4 5 6 7 8 9 10 11 12  Tytuł opracowany przez FOX Polska.

### Sezon 2 (2019-2020)
| №  | #  | Tytuł                      | Polski tytuł                             | Reżyseria           | Scenariusz           | Data premiery (NBC, Stany Zjednoczone) | Data premiery (Netflix Polska, Polska) |
| -- | -- | -------------------------- | ---------------------------------------- | ------------------- | -------------------- | -------------------------------------- | -------------------------------------- |
| 23 | 1  | Your Turn                  | Twoja kolej                              | Michael Slovis      | David Schulner       | 24 września 2019                       | 15 lutego 2021                         |
| 24 | 2  | The Big Picture            | Patrząc szerzejPełen obraz               | Don Scardino        | Jiréh Breon Holder   | 1 października 2019                    | 15 lutego 2021                         |
| 25 | 3  | Replacement                | WymianaZastępstwo                        | Jamie Payne         | Aaron Ginsburg       | 8 października 2019                    | 15 lutego 2021                         |
| 26 | 4  | The Denominator            | SkażenieMianownik                        | Michael Slovis      | David Foster         | 15 października 2019                   | 15 lutego 2021                         |
| 27 | 5  | The Karman Line            | Linia Kármána                            | Nick Gomez          | Laura Valdivia       | 22 października 2019                   | 15 lutego 2021                         |
| 28 | 6  | Righteous Right Hand       | Sprawiedliwa prawicaPrawa ręka           | Peter Horton        | Erika Green Swafford | 29 października 2019                   | 15 lutego 2021                         |
| 29 | 7  | Good Soldiers              | Dobrzy żołnierze                         | Rachel Leiterman    | Shaun Cassidy        | 5 listopada 2019                       | 15 lutego 2021                         |
| 30 | 8  | What the Heart Wants       | Czego pragnie serceCzego dusza zapragnie | Don Scardino        | Y. Shireen Razack    | 12 listopada 2019                      | 15 lutego 2021                         |
| 31 | 9  | The Island                 | Do RikersWyspa                           | Michael Slovis      | Graham Norris        | 19 listopada 2019                      | 15 lutego 2021                         |
| 32 | 10 | Code Silver                | Kod srebrnyOblężenie                     | Craig Zisk          | Leah Nanako Winkler  | 14 stycznia 2020                       | 15 lutego 2021                         |
| 33 | 11 | Hiding Behind My Smile     | Maskujący uśmiechemZa maską uśmiechu     | Lucy Liu            | David Foster         | 21 stycznia 2020                       | 15 lutego 2021                         |
| 34 | 12 | 14 Years, 2 Months, 8 Days | 14 lat, 2 miesiące, 8 dni                | Seith Mann          | Aaron Ginsburg       | 28 stycznia 2020                       | 15 lutego 2021                         |
| 35 | 13 | In the Graveyard           | Na cmentarzyskuNa cmentarzu              | Darnell Martin      | Josh Carlebach       | 11 lutego 2020                         | 15 lutego 2021                         |
| 36 | 14 | Sabbath                    | Szabat                                   | Ryan Eggold         | David Schulner       | 18 lutego 2020                         | 15 lutego 2021                         |
| 37 | 15 | Double Blind               | Ślepa próbaPodwójna ślepa próba          | Allison Liddi-Brown | Shaun Cassidy        | 25 lutego 2020                         | 15 lutego 2021                         |
| 38 | 16 | Perspectives               | Perspektywy                              | Craig Zisk          | Y. Shireen Razack    | 10 marca 2020                          | 15 lutego 2021                         |
| 39 | 17 | Liftoff                    | StartOdlot                               | Kristi Zea          | Graham Norris        | 17 marca 2020                          | 15 lutego 2021                         |
| 40 | 18 | Matter of Seconds          | Kwestia sekund                           | Dinh Thai           | Aaron Ginsburg       | 14 kwietnia 2020                       | 15 lutego 2021                         |

1. 1 2 3 4 5 6 7 8 9 10 11  Tytuł opracowany przez Netflix Polska.
2. 1 2 3 4 5 6 7 8 9 10 11  Tytuł opracowany przez SkyShowtime Polska.
3. 1 2 3 4 5 6 7 8 9 10 11  Tytuł opracowany przez FOX Polska.

### Sezon 3 (2021)
| №  | #  | Tytuł                           | Polski tytuł                            | Reżyseria      | Scenariusz                       | Data premiery (NBC, Stany Zjednoczone) | Data premiery (Fox Polska) |
| -- | -- | ------------------------------- | --------------------------------------- | -------------- | -------------------------------- | -------------------------------------- | -------------------------- |
| 41 | 1  | The New Normal                  | Nowa rzeczywistośćNowa norma            | Peter Horton   | David Schulner                   | 2 marca 2021                           | 13 października 2021       |
| 42 | 2  | Essential Workers               | Niezbędni pracownicyWażni pracownicy    | Michael Slovis | David Foster                     | 9 marca 2021                           | 20 października 2021       |
| 43 | 3  | Safe Enough                     | Względne bezpieczeństwoJest bezpiecznie | Michael Slovis | Shaun Cassidy                    | 16 marca 2021                          | 27 października 2021       |
| 44 | 4  | This is All I Need              | Tylko tego mi trzeba                    | Nick Gomez     | Aaron Ginsburg                   | 23 marca 2021                          | 3 listopada 2021           |
| 45 | 5  | Blood, Sweat & Tears            | Krew, pot i łzy                         | Nick Gomez     | Y. Shireen Razack                | 30 marca 2021                          | 10 listopada 2021          |
| 46 | 6  | Why Not Yesterday               | Czemu nie wczorajDlaczego nie wczoraj   | Darnell Martin | Laura Valdivia                   | 6 kwietnia 2021                        | 17 listopada 2021          |
| 47 | 7  | The Legend of Howie Cournemeyer | Legenda Howiego Cournemeyera            | Darnell Martin | Graham Norris                    | 13 kwietnia 2021                       | 24 listopada 2021          |
| 48 | 8  | Catch                           | SzokHaczyk                              | Shiri Appleby  | Erika Green Swafford             | 20 kwietnia 2021                       | 1 grudnia 2021             |
| 49 | 9  | Disconnected                    | RozłączeniPoza siecią                   | Lisa Robinson  | Allen L. Sowelle                 | 27 kwietnia 2021                       | 8 grudnia 2021             |
| 50 | 10 | Radical                         | RadykalizmRadykał                       | Darnell Martin | Shanthi Sekaran                  | 4 maja 2021                            | 15 grudnia 2021            |
| 51 | 11 | Pressure Drop                   | Spadek ciśnienia                        | Michael Slovis | Josh Carlebach                   | 11 maja 2021                           | 22 grudnia 2021            |
| 52 | 12 | Things Fall Apart               | Wszystko się rozpadaWszystko w rozsypce | Darnell Martin | Graham Norris, Y. Shireen Razack | 18 maja 2021                           | 29 grudnia 2021            |
| 53 | 13 | Fight Time                      | Czas walki                              | Michael Slovis | Shaun Cassidy, Laura Valdivia    | 1 czerwca 2021                         | 5 stycznia 2022            |
| 54 | 14 | Death Begins in Radiology       | Śmierć zaczyna się na radiologii        | Peter Horton   | David Foster, Aaron Ginsburg     | 8 czerwca 2021                         | 12 stycznia 2022           |

1. 1 2 3 4 5 6 7 8  Tytuł opracowany przez FOX Polska.
2. 1 2 3 4 5 6 7 8  Tytuł opracowany przez Netflix Polska.
3. 1 2 3 4 5 6 7 8  Tytuł opracowany przez SkyShowtime Polska.

### Sezon 4 (2021-2022)
| №  | #  | Tytuł                                    | Polski tytuł (wg Fox Polska)          | Reżyseria           | Scenariusz                           | Data premiery (NBC, Stany Zjednoczone) | Data premiery (Fox Polska) |
| -- | -- | ---------------------------------------- | ------------------------------------- | ------------------- | ------------------------------------ | -------------------------------------- | -------------------------- |
| 55 | 1  | More Joy                                 | Więcej radości                        | Michael Slovis      | David Schulner                       | 21 września 2021                       | 19 stycznia 2022           |
| 56 | 2  | We're in This Together                   | Na jednym wózku                       | Darnell Martin      | David Foster                         | 28 września 2021                       | 26 stycznia 2022           |
| 57 | 3  | Same as It Ever Was                      | Tak samo jak zawsze                   | Nick Gomez          | Aaron Ginsburg                       | 5 października 2021                    | 2 lutego 2022              |
| 58 | 4  | Seed Money                               | Kapitał początkowy                    | Nestor Carbonell    | Erika Green Swafford                 | 12 października 2021                   | 9 lutego 2022              |
| 59 | 5  | This Be the Verse                        | Tak brzmi wiersz                      | Lisa Robinson       | Graham Norris                        | 19 października 2021                   | 16 lutego 2022             |
| 60 | 6  | Laughter and Hope and a Sock in the Eye  | Śmiech, nadzieja i cios               | Darnell Martin      | Laura Valdivia                       | 26 października 2021                   | 23 lutego 2022             |
| 61 | 7  | Harmony                                  | Harmonia                              | Dinh Thai           | Shaun Cassidy                        | 2 listopada 2021                       | 2 marca 2022               |
| 62 | 8  | Paid in Full                             | Pełna płatność                        | Shiri Appleby       | Aaron Ginsburg                       | 9 listopada 2021                       | 9 marca 2022               |
| 63 | 9  | In a Strange Land                        | W obcym kraju                         | Michael Slovis      | Shanthi Sekaran                      | 16 listopada 2021                      | 16 marca 2022              |
| 64 | 10 | Death is the Rule. Life is the Exception | Śmierć jest regułą, życie – wyjątkiem | Allison Liddi-Brown | Marc Gaffen, David Schulner          | 23 listopada 2021                      | 23 marca 2022              |
| 65 | 11 | Talkin' Bout A Revolution                | Mowa o rewolucji                      | Nick Gomez          | Graham Norris                        | 4 stycznia 2022                        | 30 marca 2022              |
| 66 | 12 | The Crossover                            | Połączenie                            | Rachel Leiterman    | Mona Mansour                         | 11 stycznia 2022                       | 6 kwietnia 2022            |
| 67 | 13 | Family                                   | Rodzina                               | Olenka Denysenko    | David Foster                         | 18 stycznia 2022                       | 13 kwietnia 2022           |
| 68 | 14 | ...Unto the Breach                       | Do ataku                              | Stephen Kay         | Allen L. Sowelle                     | 25 stycznia 2022                       | 20 kwietnia 2022           |
| 69 | 15 | Two Doors                                | Podwójne drzwi                        | Ryan Eggold         | Aaron Ginsburg                       | 22 lutego 2022                         | 27 kwietnia 2022           |
| 70 | 16 | All Night Long                           | Przez całą noc                        | Nestor Carbonell    | Laura Valdivia                       | 19 kwietnia 2022                       | 11 maja 2022               |
| 71 | 17 | Unfinished Business                      | Niedokończone sprawy                  | Andrew Voegeli      | David Foster                         | 26 kwietnia 2022                       | 18 maja 2022               |
| 72 | 18 | No Ifs, Ands or Buts                     | Żadnych ale                           | Rachel Leiterman    | Graham Norris                        | 3 maja 2022                            | 25 maja 2022               |
| 73 | 19 | Truth Be Told                            | Prawdę mówiąc                         | Jean E. Lee         | Shaun Cassidy, Brandy E. Palmer      | 9 maja 2022                            | 1 czerwca 2022             |
| 74 | 20 | Rise                                     | Powstanie                             | Don Scardino        | Laura Valdivia                       | 10 maja 2022                           | 8 czerwca 2022             |
| 75 | 21 | Castles Made of Sand                     | Zamki z piasku                        | Darnell Martin      | Josh Carlebach                       | 17 maja 2022                           | 15 czerwca 2022            |
| 76 | 22 | I'll Be Your Shelter                     | Będę twoim schronieniem               | Michael Slovis      | David Schulner, Erika Green Swafford | 24 maja 2022                           | 22 czerwca 2022            |

### Sezon 5 (2022-2023)
| №  | #  | Tytuł                      | Polski tytuł (wg Fox Polska) | Reżyseria        | Scenariusz                     | Data premiery (NBC, Stany Zjednoczone) | Data premiery (Fox Polska) |
| -- | -- | -------------------------- | ---------------------------- | ---------------- | ------------------------------ | -------------------------------------- | -------------------------- |
| 77 | 1  | TBD                        | Do ustalenia                 | Ryan Eggold      | David Schulner                 | 20 września 2022                       | 16 listopada 2022          |
| 78 | 2  | Hook, Line, and Sinker     | Po same uszy                 | Olenka Denysenko | Aaron Ginsburg                 | 27 września 2022                       | 23 listopada 2022          |
| 79 | 3  | Big Day                    | Wielki dzień                 | Nestor Carbonell | Laura Valdivia                 | 4 października 2022                    | 30 listopada 2022          |
| 80 | 4  | Heal Thyself               | Ulecz sam siebie             | Darnell Martin   | David Foster                   | 11 października 2022                   | 7 grudnia 2022             |
| 81 | 5  | Grabby Hands               | Zachłanne ręce               | Lisa Robinson    | Graham Norris                  | 18 października 2022                   | 14 grudnia 2022            |
| 82 | 6  | Give Me a Sign             | Daj mi znak                  | Jean E. Lee      | Gisselle Legere                | 25 października 2022                   | 21 grudnia 2022            |
| 83 | 7  | Maybe Tomorrow             | Może jutro                   | Shiri Appleby    | Shanthi Sekaran                | 1 listopada 2022                       | 28 grudnia 2022            |
| 84 | 8  | All the World's a Stage... | Cały świat to scena...       | Rachel Leiterman | Brandy E. Palmer               | 15 listopada 2022                      | 11 stycznia 2023           |
| 85 | 9  | The Empty Spaces           | Puste miejsca                | Nick Gomez       | Allen L. Sowelle               | 22 listopada 2022                      | 18 stycznia 2023           |
| 86 | 10 | Don't Do This for Me       | Nie rób tego dla mnie        | Andrew Voegeli   | David Foster, Graham Norris    | 22 listopada 2022                      | 25 stycznia 2023           |
| 87 | 11 | Falling                    | Spadanie                     | Peter Horton     | Mona Mansour, Laura Valdivia   | 3 stycznia 2023                        | 1 lutego 2023              |
| 88 | 12 | Right Place                | Właściwe miejsce             | Don Scardino     | Josh Carlebach                 | 17 stycznia 2023                       | 8 lutego 2023              |
| 89 | 13 | How Can I Help?            | Jak mogę pomóc?              | Michael Slovis   | Aaron Ginsburg, David Schulner | 17 stycznia 2023                       | 15 lutego 2023             |

## Produkcja
W lutym 2018 roku poinformowano, że do obsady dołączyli Anupam Kher, Freema Agyeman, Janet Montgomery oraz Tyler Labine.
Na początku marca 2018 roku ogłoszono, że Ryan Eggold otrzymał główną rolę w dramacie medycznym. W tym samym miesiącu poinformowano, że do serialu dołączył Jocko Sims.
5 maja 2018 roku stacja NBC ogłosiła zamówienie pierwszego sezonu, który zadebiutował w sezonie telewizyjnym 2018/2019.
5 lutego 2019 roku stacja NBC zamówiła drugi sezon.
W styczniu 2020 roku stacja NBC przedłużyła serial o trzeci, czwarty i piąty sezon. Premiera czwartego sezonu miała miejsce 21 września 2021 roku.